# 潘昌煦
潘 昌煦（はん しょうく）は、中華民国・中華人民共和国の裁判官・法学者・政治家。北京政府時代に、司法分野の要職をつとめた人物である。字は春暉。号は由笙・芯廬。

## 事跡
1898年（光緒24年）、戊戌科進士となる。日本に留学後、翰林院編修、国史館協修、編査処協修、武英殿協修を歴任した。
中華民国成立後には、法制局参事となった。1915年（民国4年）11月、司法官懲戒委員会委員となり、翌月、大理院推事兼庭長に異動している。1922年（民国11年）5月、代理大理院長を兼ねた。その後、大総統府顧問に異動し、さらに私立燕京大学法律系教授となる。
1929年（民国18年）、国立清華大学政治系講師となった。1933年（民国22年）、帰郷している。日中戦争（抗日戦争）勃発後は、張一麐とともに、難民救済会を組織している。
中華人民共和国成立後も大陸に留まっている。蘇州市人民代表会議代表を経て、1953年、第1期全国人民代表大会代表に当選した。
1958年1月13日、蘇州市（現在の姑蘇区）にて病没。享年82。